# ユースフ・ハーッス・ハージブ

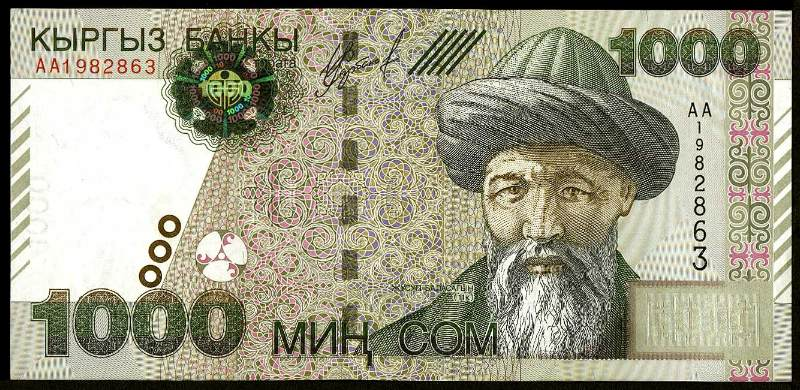
キルギス共和国の1000ソム紙幣に描かれたジュスプ・ベラサグニン（Жүсіп Баласағын）の肖像

ユースフ・ハーッス・ハージブ (アラビア語:يوسف خاصّ حاجب - Yūsuf Khāṣṣ Ḥājib; 中国語:玉素甫・哈斯・哈吉甫; キルギス語:Жусуп Баласагын - Yusuf Balasaghuni - ジュスプ・ベラサグニン; ウイグル語:يۈسۈپ_خاس_ھاجىپ - Yüsüp Xas Hajip; 1018又は1019年頃 - ?）は、カラハン朝の大侍従（ウルグ・ハーッス・ハージブ）。11世紀にカラハン朝の首都であったベラサグンで生まれ、最初期のテュルク語文学作品のひとつである『クタドゥグ・ビリグ』（英: Kutadgu Bilig,『幸福になるために必要な知識』の意味）の作者として知られている。

## 略歴
ベラサグンにおいてテュルク系貴族の古い家柄に生まれ、イスラム教徒であった。同王朝の副都であったカシュガルの宮廷に仕え、1年半をかけて、韻文形式で君主のためのあるべき姿や品行を説いた教訓、道徳の書として上記の『クタドゥグ・ビリグ』を著した。
1069年から1070年頃（ヒジュラ暦462年）に東カラハン朝第6代君主ハサン・ブン＝スライマーンにこの書を献呈し、この功績によってカラハン朝君主に近侍する大侍従（Ulugh Khāṣṣ Ḥājib）に任命された。

## 著書『クタドゥグ・ビリグ』について

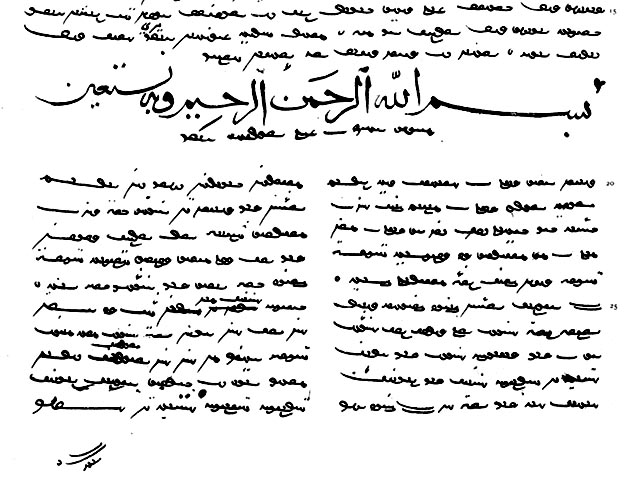
15世紀にウイグル文字で作成されたいわゆる『クタドゥグ・ビリグ』ウィーン本。4行目に大書されている一文はアラビア文字スルス体によるバスマラ

現存する写本には3種類が知られており、うち2種類はアラビア文字によって書かれたカラハン朝テュルク語で記され、他のもう1種類はウイグル文字によって記されている。ウイグル文字版は1439年にティムール朝東部の首都ヘラートで作成されたもので、本来の原本は他の2写本と同じくアラビア文字によって書かれたテュルク語文であったと考えられている。原文はマスナヴィー体と呼ばれる詩の型式を用いた韻文で書かれており、比喩や暗喩、言葉遊びを交え君主のあるべき姿を説いた教訓や道徳についての話である。
この書が完成したおよそ10年後の1077年から1078年頃にバグダードにおいてマフムード・カーシュガリーによって著されたアラビア語・テュルク語辞典である『ディーワーン・ルガート・アッ＝トゥルク』（テュルク語集成）と並び、イスラム教徒のテュルク人による文学作品としては、最も初期に属す。